# Mura di Montemassi

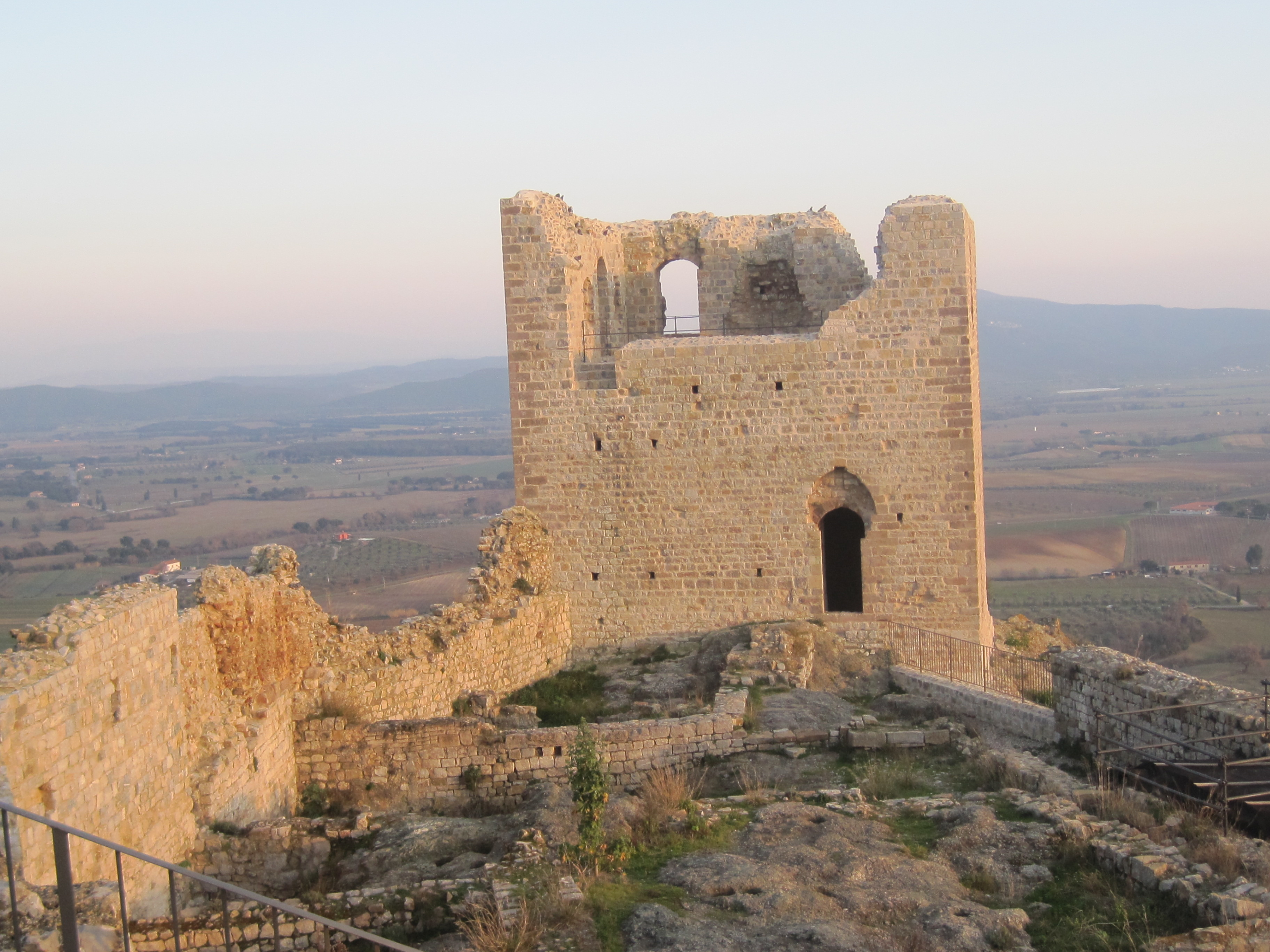
La sommità del castello di Montemassi

Le mura di Montemassi costituiscono il sistema difensivo di Montemassi, frazione del comune di Roccastrada.

## Storia
Una prima cinta muraria fu costruita verso l'anno Mille, a protezione del borgo castellano in fase di sviluppo; nel corso del tempo, il sistema difensivo venne ulteriormente rafforzato.
Tuttavia, nel 1260 prima e nel 1328 poi, le truppe Senesi assediarono Montemassi, riuscendo a superare le insidie dell'imponente sistema difensivo; un più grave danneggiamento delle mura si verificò nei primi anni del XV secolo durante l'ennesima rivolta locale contro il dominio di Siena.
In epoca rinascimentale furono ristrutturate le parti della cerchia muraria precedentemente distrutte, rendendo nuovamente integro il sistema difensivo del centro.
Durante i secoli successivi, furono effettuati vari interventi di modifica e ristrutturazione alla cinta muraria, fino a farle assumere l'aspetto attuale.

## Descrizione
Le mura di Montemassi delimitano quasi interamente il borgo che si sviluppa poco a valle dell'imponente castello di Montemassi.
La cinta muraria ha origine dall'area sommitale del poggio, sulla quale sorge il castello, dalle cui pareti esterne hanno inizio due distinti tratti di cortine murarie rivestite in pietra, che scendono verso il basso su lati opposti fino a racchiudere interamente il borgo di Montemassi: le due cortine murarie si ricongiungono nella parte inferiore, ove si apre l'unica porta di accesso, ad arco tondo.
Le mura presentano alcuni tratti a vista ed altri addossati alle pareti esterne di edifici del centro.